# 비온뒤무지개재단
비온뒤무지개재단은 대한민국의 성소수자 권리의
증진을 위해 만들어진 비영리 단체이다. 박근혜 정부에서 사단법인 등록이 반려되었다가 취소 소송에서 승소하여 2018년 6월 18일 사단법인으로 등록되었다.